# Dāvis Rozītis
Dāvis Rozītis (Cēsis, 16 marzo 1990) è un cestista lettone.

## Palmarès
- Campionato lettone: 1

Valmiera: 2015-2016
- Copa Princesa de Asturias: 2

San Sebastián: 2020
Palencia: 2023